# Rue Jonquoy
La rue Jonquoy est une voie du 14e arrondissement de Paris, en France.

## Situation et accès
La rue Jonquoy est une voie publique située dans le 14e arrondissement de Paris. Elle débute au 9-13, rue des Suisses et se termine au 78, rue Didot.

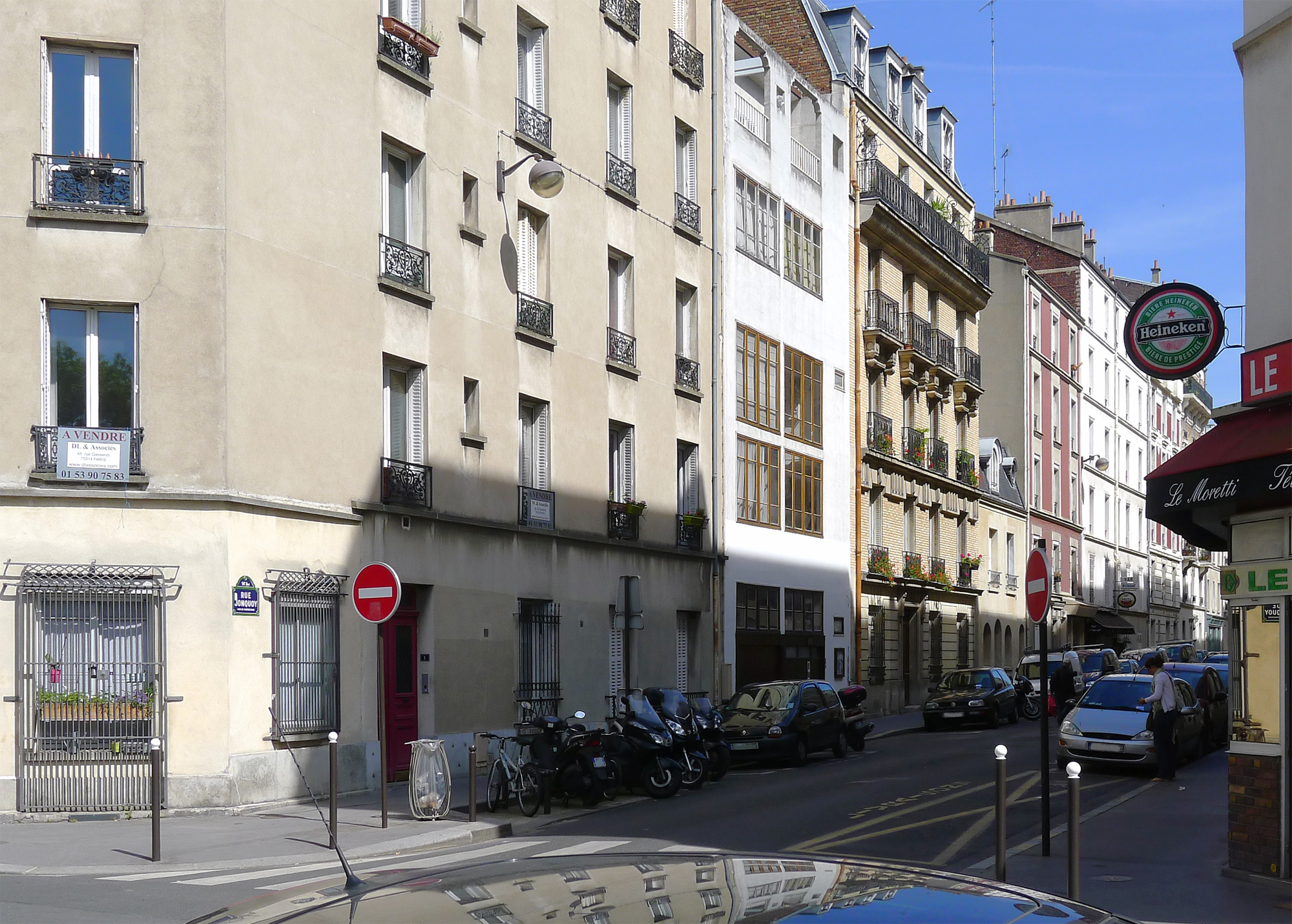
Rue vue depuis la rue des Suisses.

## Origine du nom
La rue tire son nom de celui de l'ancien propriétaire, M. Jonquoy.

## Historique
Cette voie est classée dans la voirie de Paris par arrêté municipal du 9 juin 1931.

## Bâtiments remarquables et lieux de mémoire
- Le peintre Zao Wou-Ki y a travaillé au 19 bis dans un dépôt transformé en atelier à partir de fin 1959[3], avec son épouse la sculptrice May Zao.
- André Olivier, fondateur du groupe d'extrême-gauche Action directe, a habité dans cette rue dans les années 1970[4].
- Musée-atelier Roy Adzak, et centre international de résidence pour artistes, sis 3, rue Jonquoy. Seul musée-atelier de Paris, construit par un Britannique, Roy Stanley Wright dit Adzak[5].